# Ramienica kolczasta
Ramienica kolczasta (Chara aculeolata) – gatunek ramienicy. Gatunek Chara aculeolata Kütz. in Rchb. 1832 bywa uznawany za synonim gatunku Chara intermedia A.Braun 1859, co nie jest powszechnie przyjęte

## Morfologia
Pokrój
Stosunkowo duży makroglon (do 80 cm długości) o słabo rozgałęzionej plesze. Gruba (0,6-1,8 mm średnicy) nibyłodyga i nibyliście, a międzywęźla o zmiennej długości (1–10 cm). Plecha szarozielona, zielonopomarańczowa lub zielona, zwykle silnie inkrustowana węglanem wapnia. Wytwarza bulwki chwytnikowe. Roślina jednopienna. 
Okorowanie
Dwurzędowe, zmienne, czasem trzyrzędowe. Rzędy główne wyraźnie przeważają nad bocznymi.
Nibyliście
Długie (1,5–8 cm) i cienkie (0,5 mm średnicy). Rzadko dłuższe od międzywęźli. Wygięte na zewnątrz. 7–12 (zwykle 8) w okółku. 5–7 członów, z których ostatni, zwykle jedno- lub dwukomórkowy, nieokorowany i szerszy od okorowanych. 
Nibylistki
Zwykle widoczne gołym okiem, długie i cienkie, przy czym zewnętrzne zwykle krótsze od wewnętrznych (na płonnych nibyliściach, zwłaszcza w pierwszych węzłach, zróżnicowanie mniejsze). Wewnętrzne dłuższe od lęgni i tępo zakończone.
Kolce
Zmienne. O nieregularnych kształtach od małych, brodawkowatych po długie, igłowate. Pojedyncze, choć czasem po dwa, trzy w pęczku. W dolnych międzywęźlach słabiej wykształcone.
Przylistki
Bardzo zmienne. W dwurzędowych okółkach. Zwykle w górnym okółku dłuższe (wałeczkowate lub wałeczkowato-igiełkowate), a w dolnym brodawkowate. Rzadziej oba okółki mało zróżnicowane – wałeczkowato-igiełkowate.
Plemnie
Pojedyncze. Zazwyczaj w trzech, pięciu pierwszych węzłach nibyliści. Pomarańczowe. Dość duże i widoczne gołym okiem (0,5 mm średnicy), dwukrotnie mniejsze od lęgni.
Lęgnie
Pojedyncze. Zazwyczaj w trzech, pięciu pierwszych węzłach nibyliści. Jasnobrązowe. Koronka duża (0,2 mm wysokości), lekko rozchylona, o gładkich krawędziach. Oospory ciemnobrązowe.
Zmienność
Gatunek bardzo zmienny. W wodach płytkich, w strefie falowania, zwykle mniejsze i delikatniejsze, zielone lub zielonopomarańczowe, w głębszych wodach formy bardziej wydłużone, zielone lub szarozielone.  
Podobne gatunki
Ramienica omszona, ramienica zwyczajna

## Ekologia
Gatunek zasadniczo słodkowodny, ale znosi niewielkie zasolenie. Nie występuje w wodach szybko płynących. Występuje głównie w jeziorach o niezbyt wysokiej trofii (mezotroficzne lub słabo eutroficzne), o zasadowych wodach. Zwykle w wodach płytkich litoralu (sięga 4 m głębokości), na mulistym podłożu. Może występować w małych zbiornikach (w tym w torfiankach), a nawet rowach. Tworzy zespół roślinny Charetum aculeolatae w postaci zwartej łąki ramienicowej.
Występowanie
Występuje w większej w Europie. W Polsce w całym kraju, choć rzadka.

## Zagrożenia i ochrona
Według Czerwonej listy roślin i grzybów Polski jest gatunkiem wymierającym. Podlega w Polsce ochronie gatunkowej. W Wielkiej Brytanii zaś ma status gatunku narażonego. Występowanie jej zbiorowiska jest natomiast podstawą do objęcia zbiornika, w którym występuje, ochroną jako siedlisko przyrodnicze 3140 (twardowodne oligo– i mezotroficzne zbiorniki z podwodnymi łąkami ramienic Charetea) w systemie Natura 2000.